# Praksidika (mjesec)
Praksidika (također Jupiter XXVII) je prirodni satelit planeta Jupiter, iz grupe Ananke. Retrogradni nepravilni satelit s oko 6.8 kilometara u promjeru i orbitalnim periodom od 613.904 dana.